# Semjon Emmanuilowitsch Chaikin
Semjon Emmanuilowitsch Chaikin (russisch Семён Эммануилович Хайкин, englische Transkription Semen Emmanuilovich Khaikin; * 8. Augustjul. / 21. August 1901greg. in Minsk; † 30. Juli 1968 in Leningrad) war ein russischer Physiker und Radioastronom.
Chaikin war im russischen Bürgerkrieg Freiwilliger in der Roten Armee. Als Schüler von Leonid Isaakowitsch Mandelstam befasste er sich anfangs mit Viskosität, Reibung und Schwingungen (sowohl theoretisch als auch experimentell) und war 1937 Ko-Autor mit Alexander Alexandrowitsch Andronow und Alexander Adolfowitsch Witt einer bekannten Monographie über die Theorie der Schwingungen und Störungstheorie nichtlinearer Systeme. Er lehrte 16 Jahre als Professor an der Lomonossow-Universität, wo er Dekan der Physik-Fakultät war. Er galt als hervorragender Organisator und war auch für seine herausragenden Vorlesungen bekannt.
Nach dem Zweiten Weltkrieg (in dem er aktiv in der Landesverteidigung war) befasste er sich mit Radioastronomie. Er untersuchte theoretisch Antennen und Empfänger und die Grenzen von deren Empfindlichkeit aufgrund von Hintergrundfluktuationen im Kosmos und sagte voraus, dass die Beobachtung im Zentimeter-Wellenlängenbereich von besonderer Bedeutung für die Radioastronomie werden würde. Mit Naum Lwowitsch Kaidanowski entwickelte er ein Radioteleskop mit variablem Reflektorprofil, zuerst realisiert im Pulkowo-Radioteleskop. Dort am Pulkowo-Observatorium sowie am Lebedew-Institut war er einer der Initiatoren der russischen Radioastronomie und forschte in der beobachtenden Radioastronomie.

## Schriften (Auswahl)
- mit A. A. Andronov, A. A. Witt: Theorie der Schwingungen. Herausgegeben von Fritz Wiegmann. 2 Bände. Akademie-Verlag, Berlin, 1965
- Radioastronomie, Moskau: Znanie 1954 (Russisch)